# Agnieszka Podsiadlik
Agnieszka Podsiadlik, née en 1981 à Sosnowiec en Pologne, est une actrice polonaise.

## Filmographie
- 2003 : Sylvia and Iga (court métrage) : Sylvia
- 2005 : I Am : la serveuse
- 2007 : Inka 1946 (téléfilm) : Regina
- 2007 : Goyta (court métrage) : Mariola
- 2007 : Time to Die : la fille
- 2007 : Ekipa (série télévisée) : Weronika Bugaj
- 2009 : Zero : l'épouse de l'amant de la femme du Président
- 2010 : Lincz : Renata Grad
- 2011 : Dance Marathon : Jessica
- 2011 : Z daleka widok jest piekny : Dziewczyna
- 2011 : Wielkanoc (court métrage) : Lilka Marzec
- 2011 : 80 Millions : la caissière
- 2012 : Secret : Karolina
- 2012 : Baby Blues : la policière
- 2012 : Painting, Painting (court métrage) : Alicia
- 2011-2013 : Głęboka woda (pl) (série télévisée) : Malgorzata / Malgosia
- 2014 : Jak całkowicie zniknąć : Gerda
- 2014 : The Prince
- 2014 : Miedzy nami dobrze jest : Anchorwoman
- 2014 : Neighborhooders : la voisine des rêves
- 2015 : Influence : Helena Paderewska
- 2015 : Baby Bump : Mummy
- 2016 : Theatre Without Audience
- 2016 : The Erlprince : la mère